# Lindenstraße (Parchim)

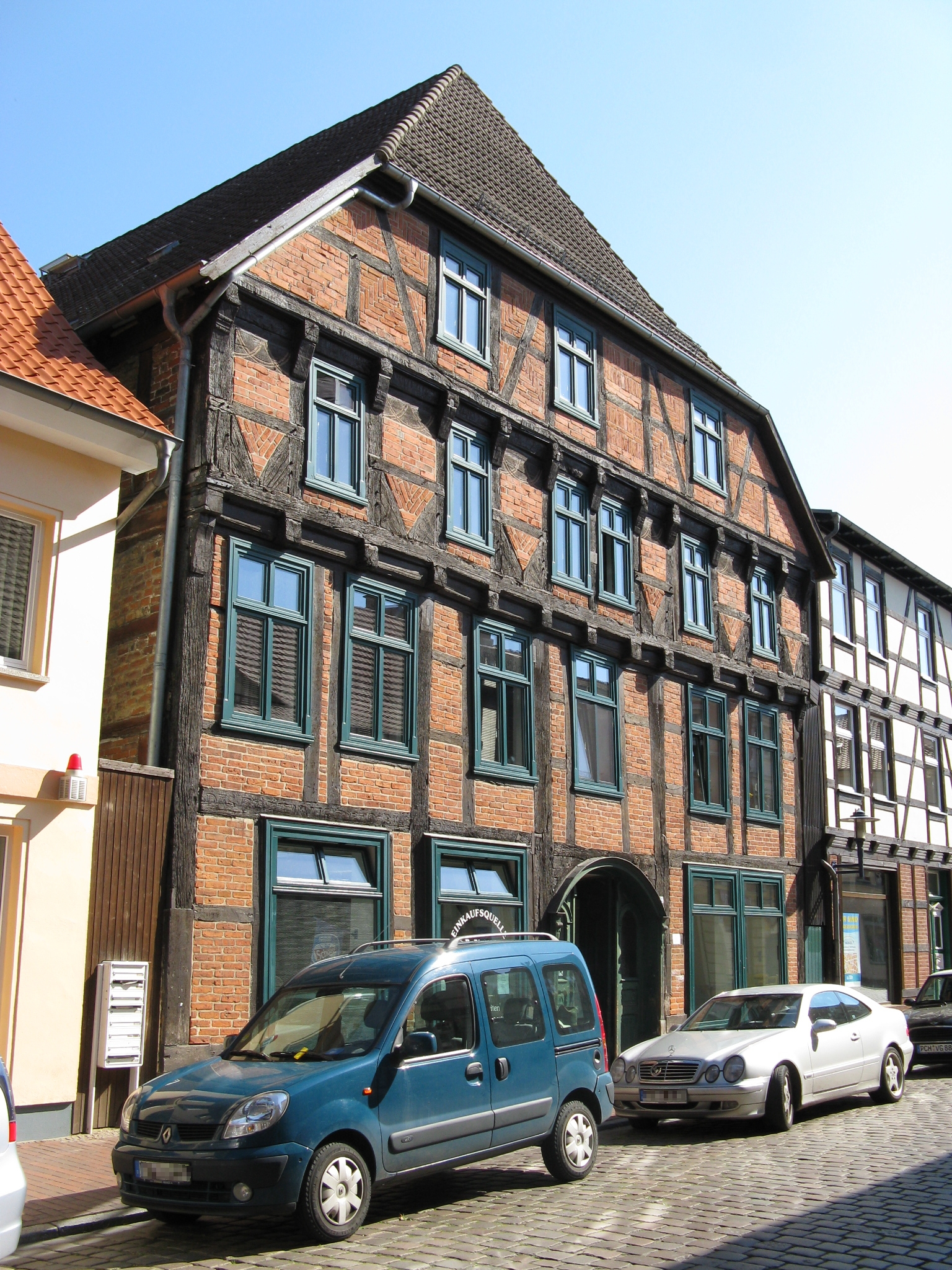
Nr. 3

Die historische Lindenstraße in Parchim führt in der östlichen Altstadt in Ost-West-Richtung von der Langen Straße / Stiftstraße zum Alten Markt und zur Wallanlage. Sie ist eine sehr alte Straße der Kreisstadt im Landkreis Ludwigslust-Parchim.

## Nebenstraßen

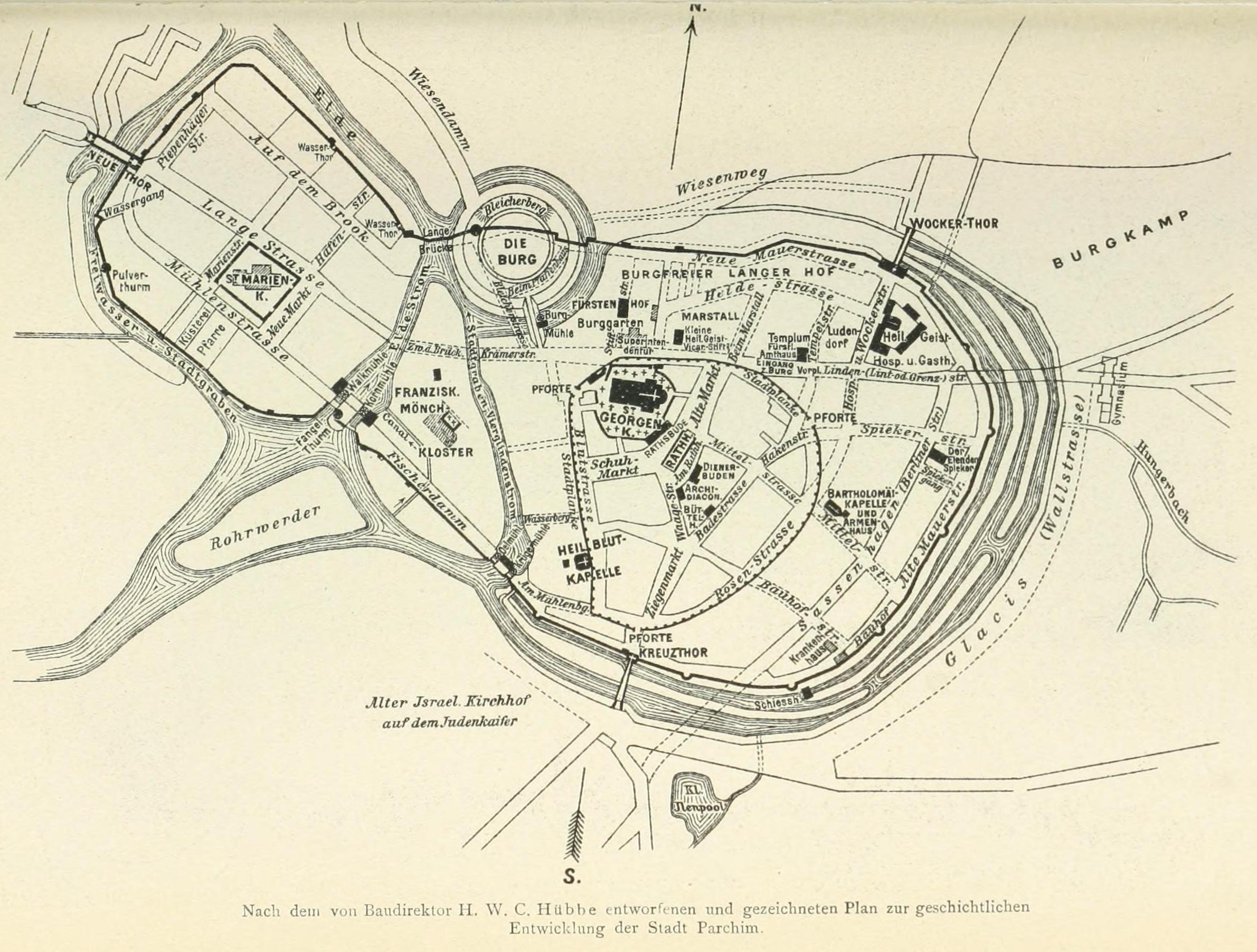
Parchim im Mittelalter

Die Nebenstraßen und Anschlussstraßen wurden benannt als Lange Straße, Stiftstraße nach dem ehem. Kleinen-Heilig-Geist-Vicarium-Stift, Kirchgasse nach der Georgenkirche, Johann-Jacob-Engel-Straße nach dem Schriftsteller, Theaterdirektor und Philosophen Johann Jakob Engel (1741–1802), Alter Markt und Schuhmarkt,  Marstall nach dem früheren Pferdestallungen des nur kurze Zeit residierenden Landesfürsten, Tempelstraße nach dem ehemaligen Templum als fürstliches Amtshaus und Eingang zur ehem. Burg, Wockerstraße nach dem Eldenebenfluss und dem ehem. Wocker-Thor in der Stadtmauer Parchim, Auf dem Sassenhagen nach den Sassen als Grundbesitzer in einem eingehegten Hag (niederdeutsche, westfälische Ortsbezeichnungen), Alte Mauerstraße nach der Stadtmauer von 1310 und Wallallee nach den alten Wallanlagen vor der Stadtmauer (B 321).

## Geschichte

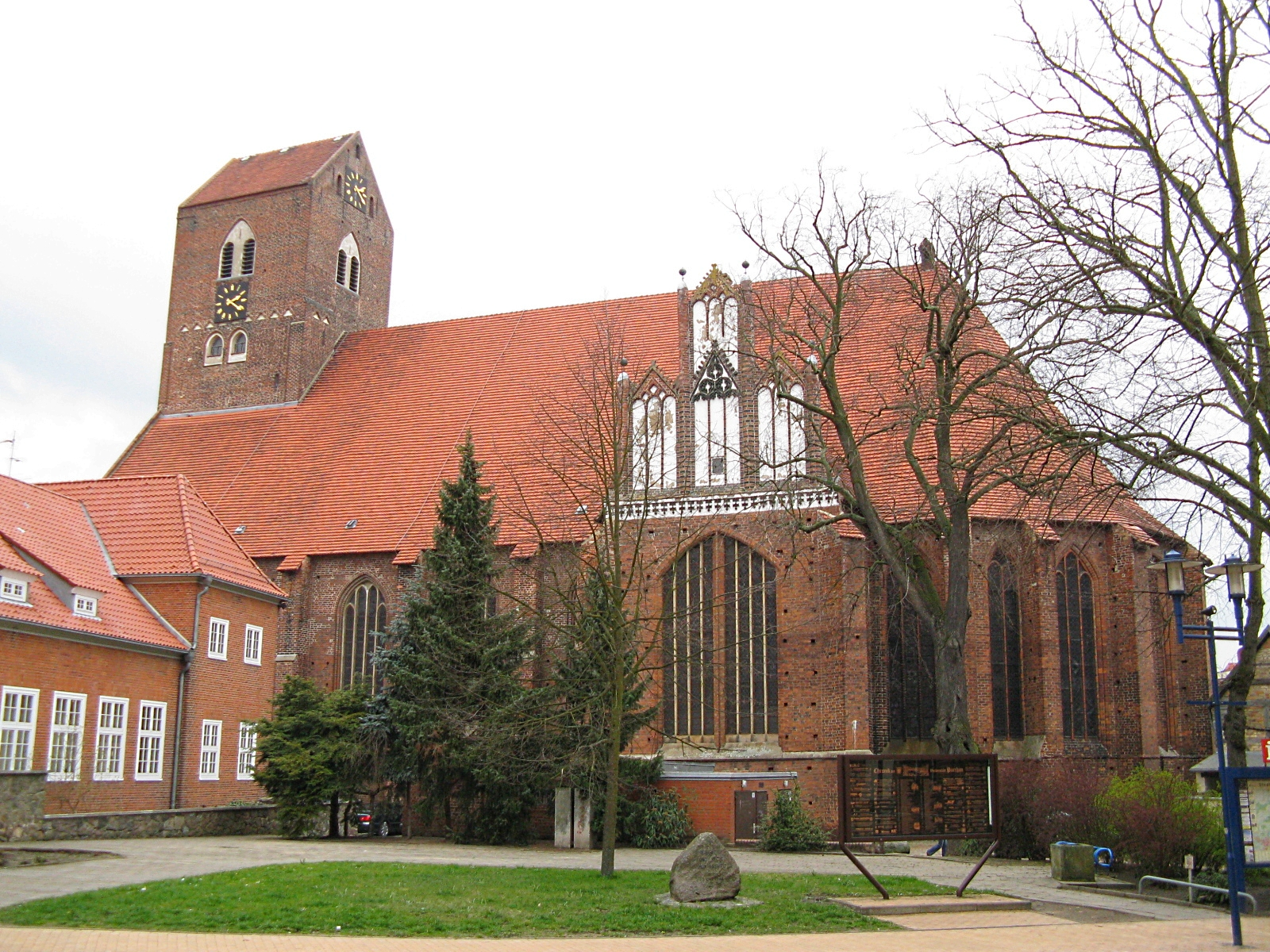
St. Georgen

### Name
Die Lindenstraße wurde nach den Linden benannt und besteht seit dem Mittelalter. Sie lag außerhalb der inneren Stadtmauer um den Kern der Altstadt und wurde damals als Lint- oder Grenzstraße bezeichnet (niederdeutsch Lint = Band oder Borte). Hier war die Grenze zwischen dem fürstlichen und dem städtischen Gebiet.

Nach um 1939 bis 1945 hieß die Lange Straße und die Lindenstraße gemeinsam Adolf-Hitler-Straße und in der DDR-Zeit Straße des Friedens.

### Entwicklung

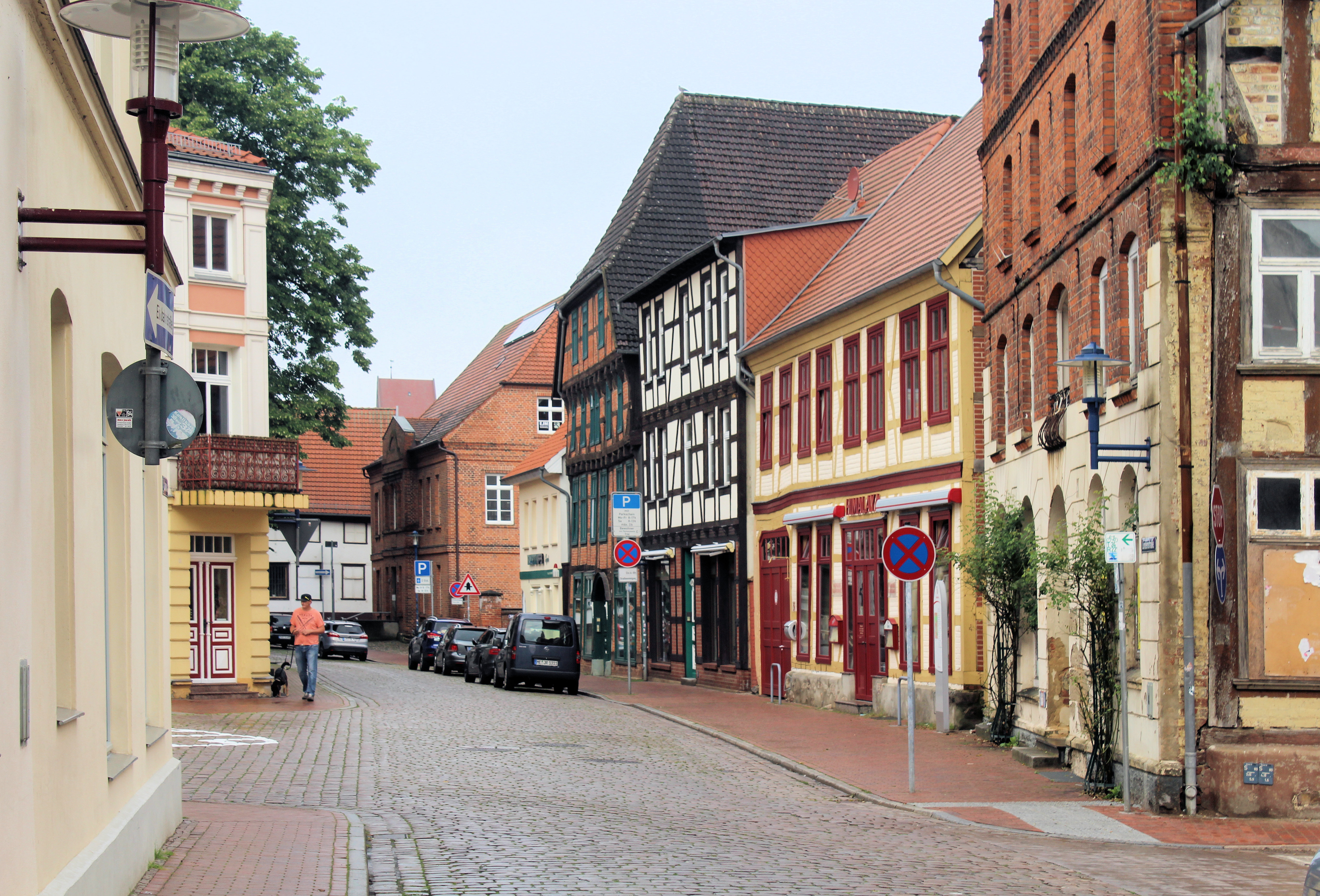
Lindenstraße: rechts Nr. 1 bis 6

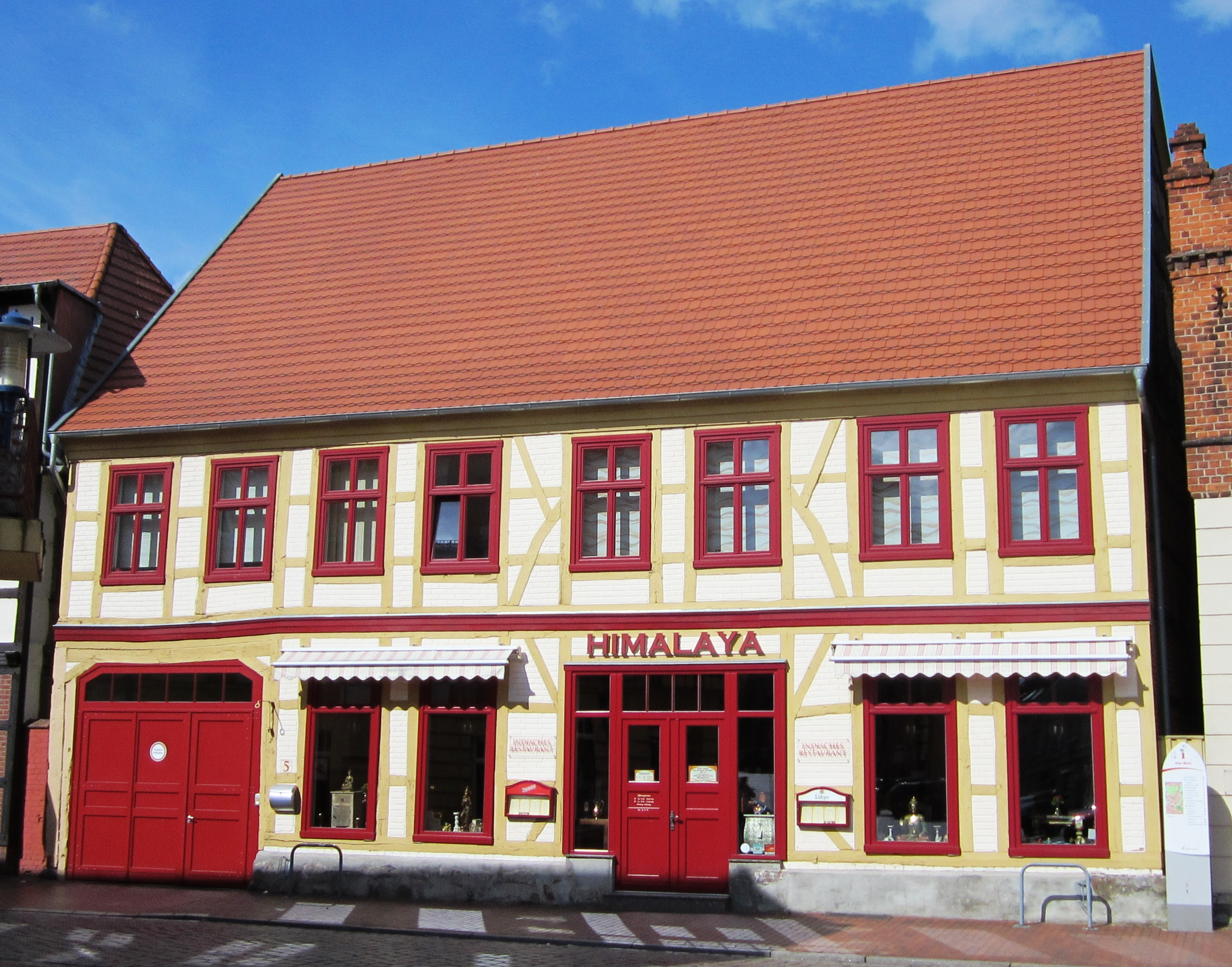
Nr. 5

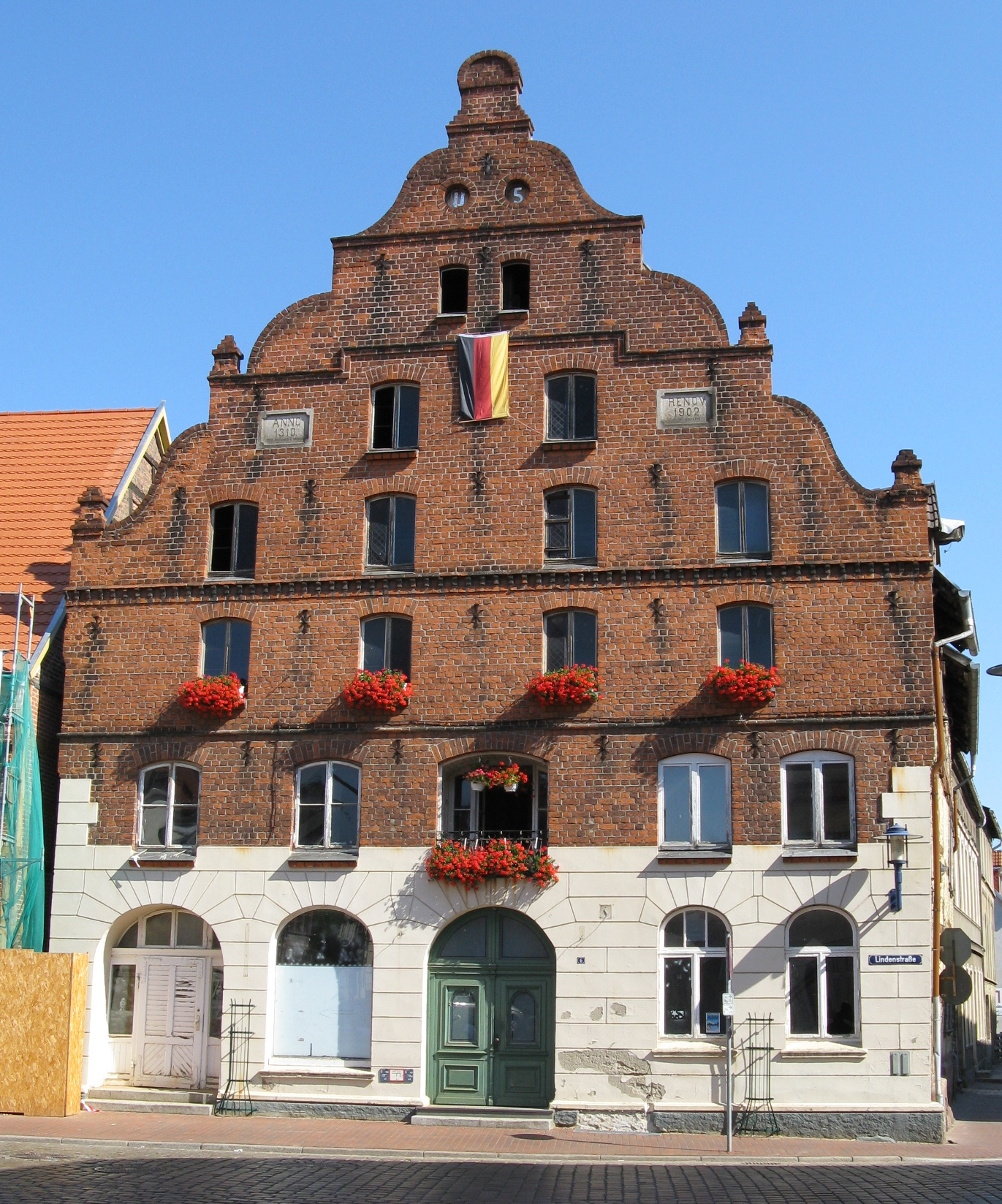
Nr. 6: Giebelhaus Parchim

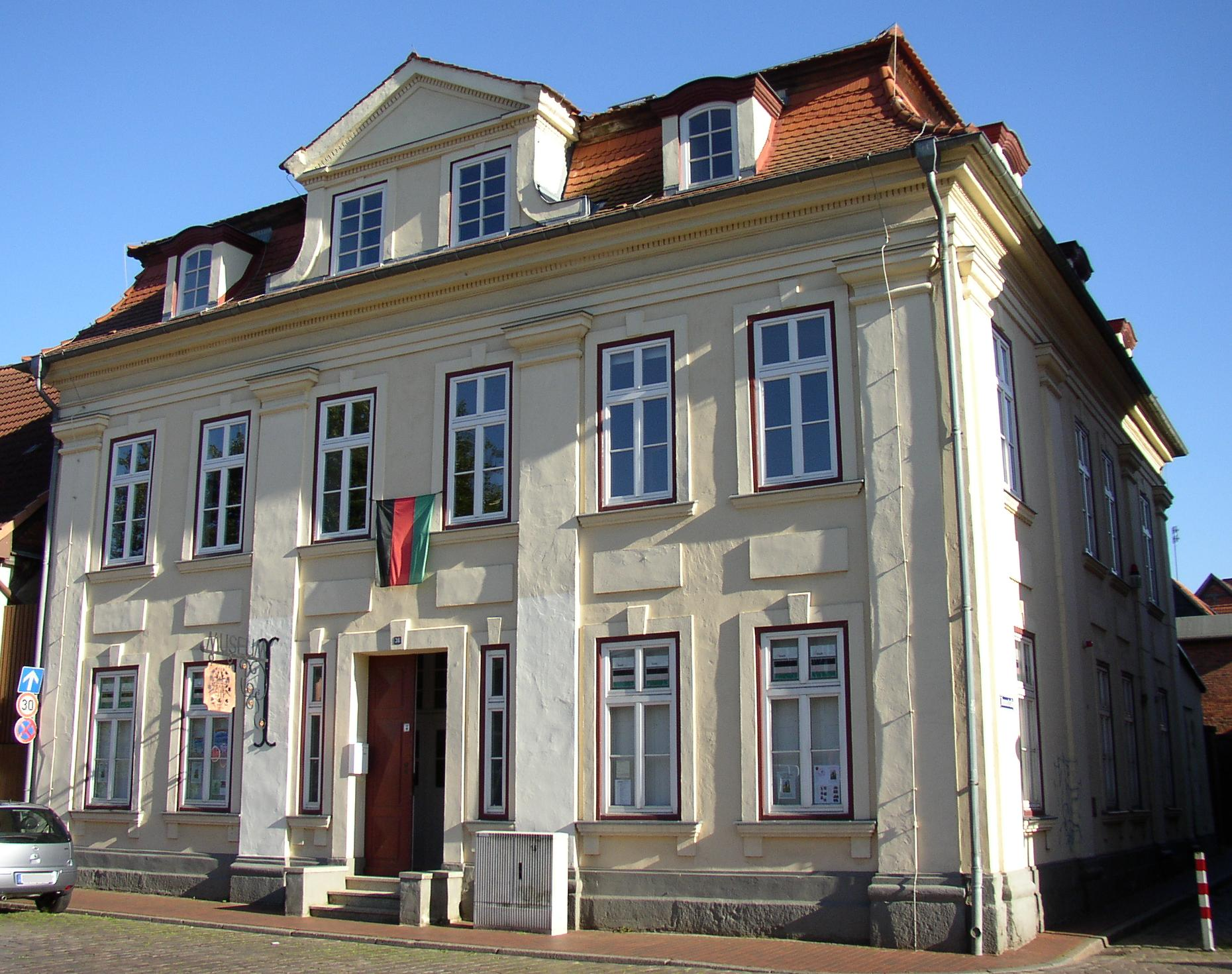
Nr. 38: Stadtmuseum

Im Frühmittelalter bestand eine slawische Siedlung. 1170 wurde die Burg erwähnt, in der von 1238 bis 1248 der Landesfürst residierte. 1289 brannte ein Teil der Altstadt ab; die Georgenkirche wurde schwer beschädigt und bis 1307 neu aufgebaut. 1612 vernichtete ein weiterer Brand große Teile der Stadt.
Ab 1991 wurde die historische Altstadt und so auch die Straße und ihre Häuser im Rahmen der Städtebauförderung saniert.

## Gebäude, Anlagen (Auswahl)
An der Straße stehen zumeist zwei- und auch dreigeschossige Häuser. Die mit (D) gekennzeichneten Häuser stehen unter Denkmalschutz.
Nordseite
- Gotische dreischiffige neunjochige Georgenkirche von 1307 (D), 1612 wurden der Turm zerstört, Fassade bis 2001 saniert[3]
- Nr. 1: 2-gesch. klassizistische Landessuperintendentur der Evangelischen Kirche von 1813 (D) nach Plänen von Johann Georg Barca, Sitz der Propstei Parchim
- Nr. 2: 2-gesch. Wohn- und Geschäftshaus, Bäckerei und Cafė
- Nr. 3: 3-gesch. Wohn- und Geschäftshaus als ehem. Brauhaus von 1583 und nach 1795 (D), Fachwerk-Giebelhaus mit Krüppelwalmdach, vorspringenden Obergeschossen, mittigem Eingang und ehem. Tordurchfahrt sowie 2-gesch. Flügelbau im Hof, 1866 Eigentum des Bierbrauers J. Hoffmann, Brauhaus bis nach 1920, dann bis 1945 Verlagsbrauerei der Lübzer Brauerei, mehrere Umbauten, nach 1991 15 Jahre Leerstand, 2008 saniert
- Nr. 4: 3-gesch. Wohn- und Geschäftshaus (D), Fachwerkhaus, heute mit Restaurant
- Nr. 5: 2-gesch. Wohn- und Geschäftshaus (D), Fachwerkhaus mit Satteldach, heute mit Restaurant
- Nr. 6: 3-gesch. barockes Giebelhaus Parchim von 1604 bzw. 1650 (D) in Ständerbauweise, sogenanntes Giebelhaus mit 4-gesch. verklinkertem Giebel und seitlicher reichdekorierter Fachwerkfassade mit Dachhaus für Seilaufzug, Leerstand nach 1990, Sanierung 2018/20 durch die Wobau als betreute Wohnstätte für Behinderte und Begegnungsstätte[4]
- Nr. 7: 2-gesch. Wohn- und Geschäftshaus (D)
- Nr. 8: 2-gesch. Wohnhaus (D)
- Nr. 9: 2-gesch. Wohn- und Geschäftshaus (D) mit drei Speichern
- Nr. 12: Wohnhaus (D) als Eckhaus
- Nr. 13: 3-gesch. Wohnhaus von 1697 (D), Eck- und Giebelhaus in Fachwerk- und Ständerbauweise, genutzt durch Tischler- und dann Malermeister bzw. als Laden, 2009–2015 saniert für reine Wohnnutzung
- Nr. 14: 2-gesch. Wohn- und Geschäftshaus (D)
- Auf dem Heiligen Geisthof Nr. 5: Neuapostolische Kirche Parchim
- Nr. 22: 2-gesch. Wohnhaus (D), Fachwerkhaus
- Wallanlagen an der Wallallee

Südseite
- Nr. 33: 2-gesch. Wohnhaus (D)
- Nr. 34: 2-gesch. Wohnhaus (D), Fachwerkfassade
- Nr. 38: 2-gesch. klassizistisches Wohn- und Geschäftshaus (D) mit Walmdach und Dachhaus, seit 1974 Stadtmuseum mit Gewölbekeller und Museumshof
- Nr. 39: 2-gesch. Wohn- und Geschäftshaus als Eckhaus
- Nr. 40: 2-gesch. Wohnhaus (D)
- Nr. 42: 2-gesch. klassizistisches Wohnhaus von 1802 (D), Eckhaus mit altem Speicherdach und Fachwerkfassade, 1920 umgebaut für Ladennutzung, längerer Leerstand, 2006/07 rekonstruiert und saniert auf Stand vor 1920
- Nr. 43: 2-gesch. Wohnhaus (D) mit Praxen
- Nr. 46: 2-gesch. Wohnhaus (D) mit zwei Hofgebäuden
- Nr. 48: 2-gesch. Wohnhaus (D)
- Nr. 50: 2-gesch. Wohn- und Geschäftshaus (D), Eckhaus zum Alten Markt
- Nr. 51: 2-gesch. Wohnhaus (D), Fachwerkhaus mit Fledermausgaube
- Nr. 52: 2-gesch. klassizistisches verputztes Wohnhaus (D) als Eckhaus

### Denkmale, Gedenken
- Liste der Stolpersteine in Parchim
  - Nr. 12: Für Emil Ascher (1882–1938 im KZ Fuhlsbüttel), Gertrud Ascher (1885–194?), Kurt Ascher (1920–194?), Rolf Ascher (1921–194?); alle ermordet in Minsk
  - Nr. 38: Für Leo Gumpert (1877–1945 im KZ Bergen-Belsen)
  - Nr. 52: Für Isaac Feilchenfeld (1872–1943, ermordet im KZ Theresienstadt), Emmy Feilchenfeld (1875–1941, Suizid), Fritz Feilchenfeld (* 1908), Flucht nach England

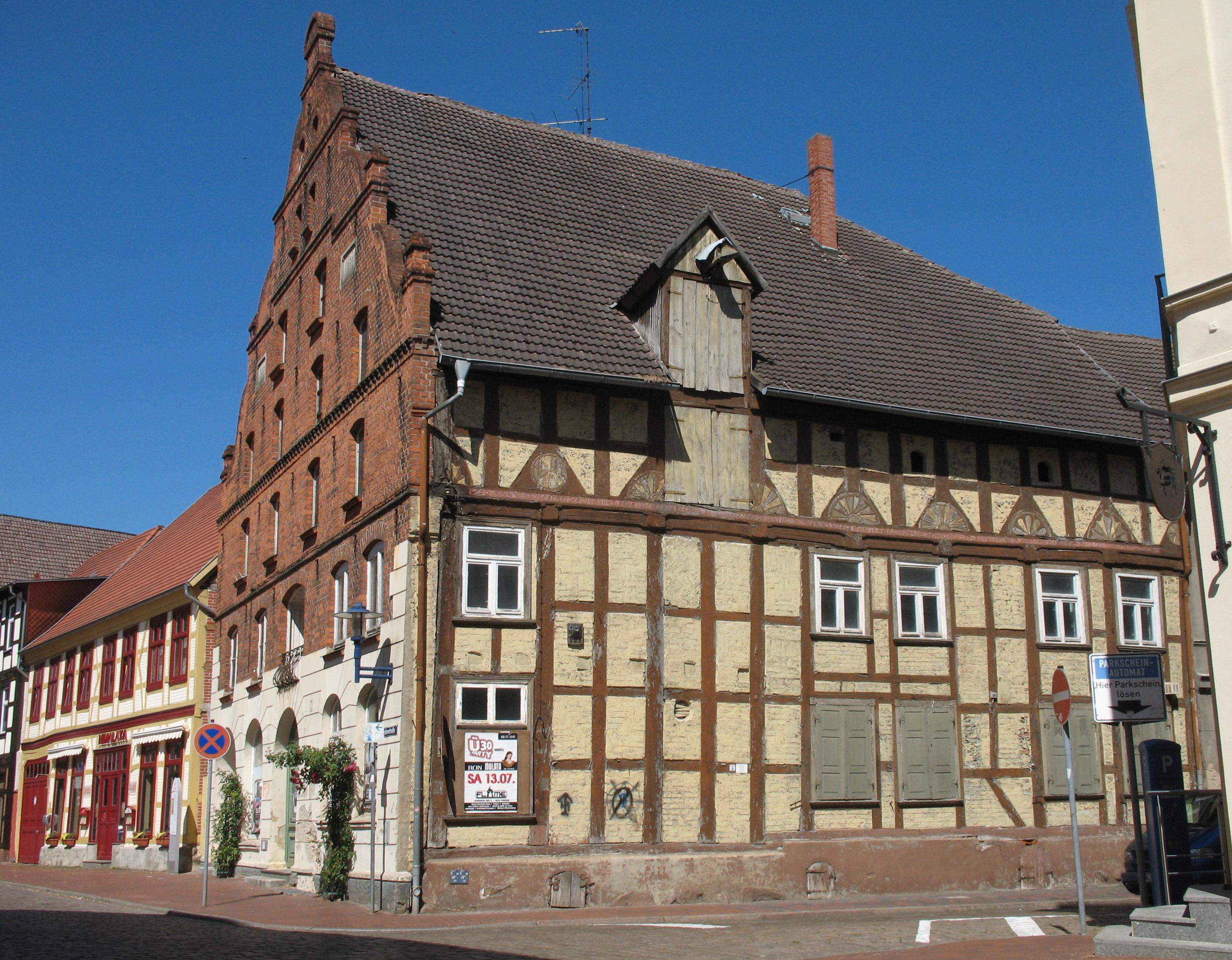
Nr. 6: Giebelhaus Parchim
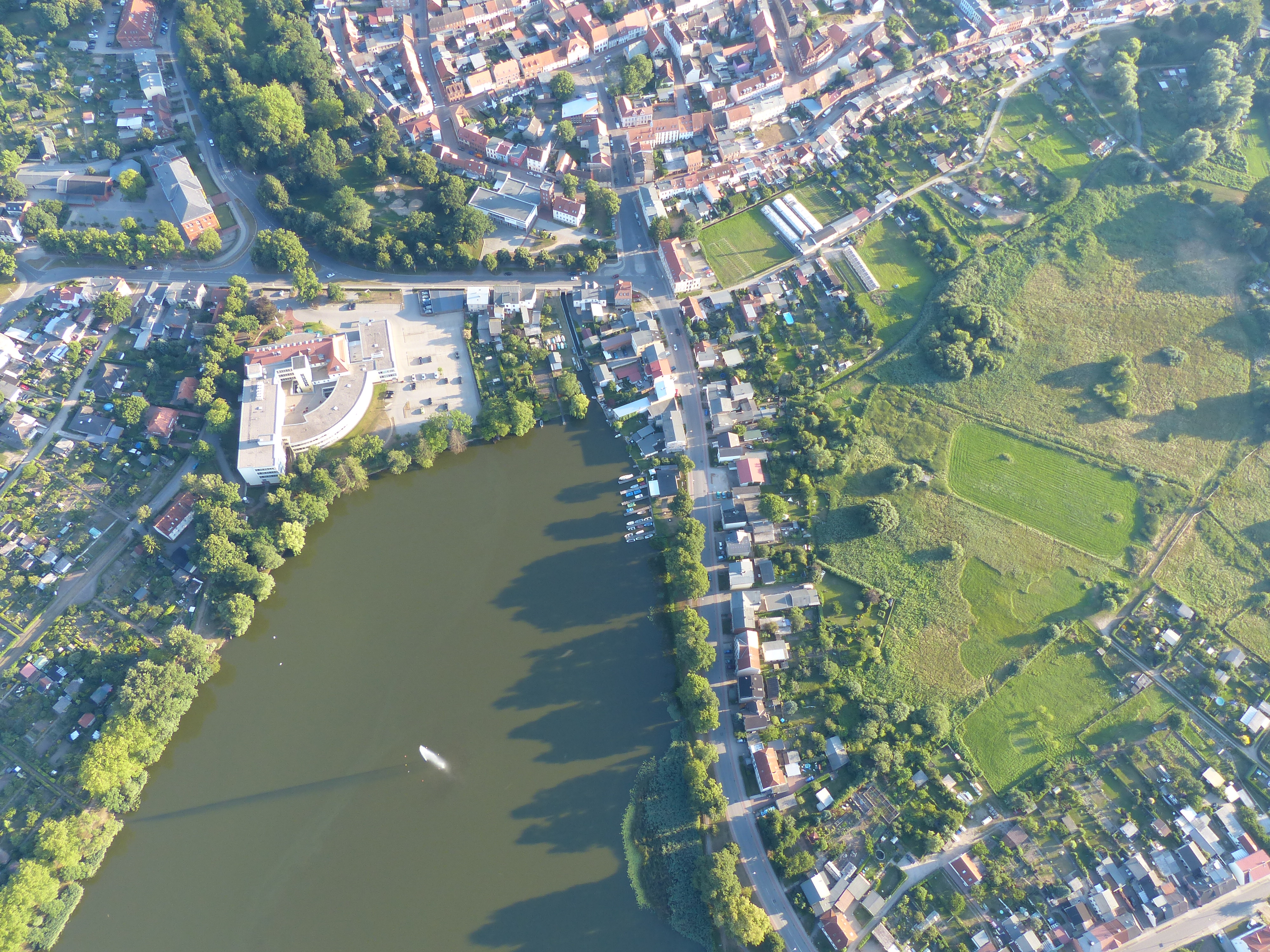
Wockersee, Wallanlage und oben östlicher Teil der Lindenstraße